# Песни Гурре
«Пе́сни Гу́рре» (нем. Gurre-Lieder, Gurrelieder) — оратория для солистов, Sprechstimme, хора и оркестра Арнольда Шёнберга, одно из самых репертуарных его сочинений. Большая часть музыки написана в 1903 году как вокальный цикл для сопрано, тенора и фортепиано, в 1911 преобразована в ораторию (расширена и оркестрована). Примерная продолжительность звучания — 110 минут.

## Краткая характеристика

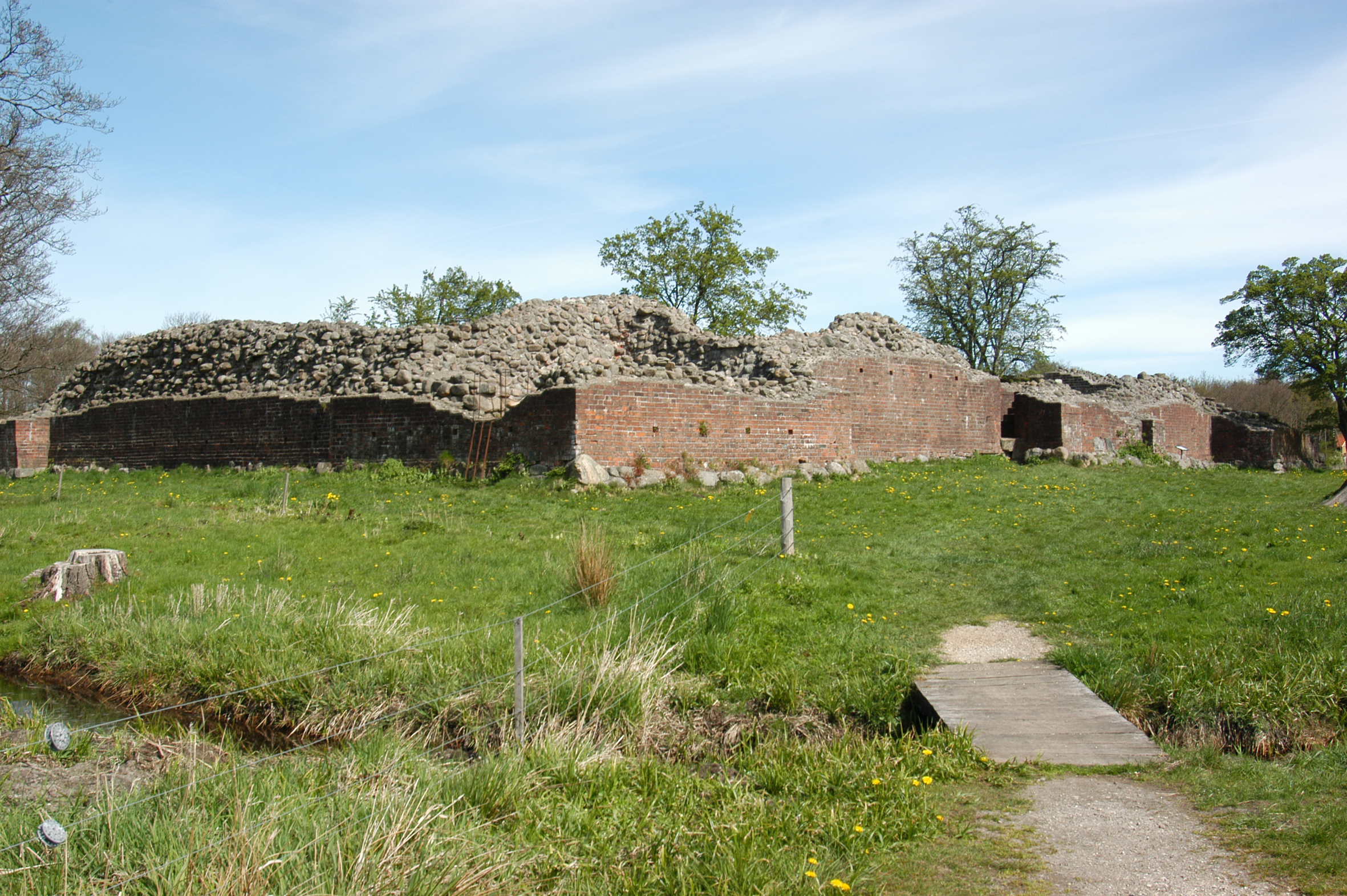
Руины замка Гурре (Дания)

Текстовую основу образует цикл стихотворений «Gurresange» датского писателя Йенса Петера Якобсена в переводе на немецкий язык, выполненном Робертом Францем Арнольдом. Слово Gurre в заглавии ссылается на одноимённый замок на острове Зеландия — место, где разворачивается драматическая фабула цикла Якобсена. Ныне на месте замка Гурре руины.
Премьера «Песен Гурре» состоялась в Вене (зал Wiener Musikverein) 23 февраля 1913 года, под музыкальным руководством Франца Шрекера. В России оратория впервые прозвучала в Ленинграде в сезоне 1927-1928 годов. В США «Песни Гурре» были впервые исполнены в 1951 году под руководством Т. М. Джонсона. В 2003 году оратория с большим успехом была исполнена на Новой сцене Большого театра в Москве.

## Структура
Часть 1
1. Оркестровая прелюдия
2. Nun dämpft die Dämm’rung (Вальдемар)
3. O, wenn des Mondes Strahlen (Тове)
4. Roß! Mein Roß! Was schleichst du so träg! (Вальдемар)
5. Sterne jubeln, das Meer, es leuchtet (Тове)
6. So tanzen die Engel vor Gottes Thron nicht (Вальдемар)
7. Nun sag ich dir zum ersten Mal (Тове)
8. Es ist Mitternachtszeit (Вальдемар)
9. Du sendest mir einen Liebesblick (Тове)
10. Du wunderliche Tove! (Вальдемар)
11. Оркестровая интерлюдия
12. Tauben von Gurre! (Лесная голубка)

Часть 2
Herrgott, weißt du, was du tatest (Вальдемар)
Часть 3
1. Erwacht, König Waldemars Mannen wert! (Вальдемар)
2. Deckel des Sarges klappert und klappt (Крестьянин)
3. Gegrüßt, o König, an Gurre-Seestrand! (Войско Вальдемара)
4. Mit Toves Stimme flüstert der Wald (Вальдемар)
5. Ein seltsamer Vogel ist so’n Aal (юродивый Клаус)
6. Du strenger Richter droben (Вальдемар)
7. Der Hahn erhebt den Kopf zur Kraht (Войско Вальдемара)
8. Des Sommerwindes wilde Jagd (оркестровая интерлюдия)
9. Herr Gänsefuß, Frau Gänsekraut (Рассказчик)
10. Seht die Sonne! (смешанный хор)

В первой части в 10 песнях разворачивается тема любви Вальдемара к Тове, их несчастной судьбы и предчувствия приближающейся смерти. Протяжённая оркестровая интерлюдия приводит к «Песне Лесной голубки» («Tauben von Gurre!»), самой известной части произведения, в которой рассказывается о смерти Тове и горе Вальдемара. Короткая вторая часть состоит из одной песни, в которой убитый горем Вальдемар обвиняет Бога в жестокости. В наказание за это Бог заставляет Вальдемара и его дружину мертвецов каждую ночь переправляться через озеро Гурре. В третьей части Вальдемар вызывает из могил своих мёртвых вассалов. Беспокойное блуждание нежити и её дикую охоту по замку в ночное время громогласно воспевает мужской хор. Крестьянин поёт о своем страхе перед жутким войском. Гротескную интерлюдию образует песня юродивого Клауса, который вынужден скакать с воинством. С восходом солнца нежить возвращается в свои могилы. Оркестровая интерлюдия «Дикая охота летнего ветра» («Des Sommerwindes wilde Jagd»), изображающая рассвет, переходит в мелодраму «Herr Gänsefuß, Frau Gänsekraut», где Рассказчик описывает, как летний ветер заставляет природу расцветать. Оратория заканчивается хором «Seht die Sonne!» — гимном солнцу.

## Состав исполнителей
- Вальдемар, тенор
- Тове, сопрано
- Лесная голубка, меццо-сопрано
- Рассказчик, Sprechstimme
- Юродивый Клаус, тенор
- Крестьянин, бас
- 3 мужских хора
- Смешанный хор
- Симфонический оркестр (около 150 инструменталистов)

## Аудиозаписи (выборка)
- 1932 Леопольд Стоковский / Филадельфийский оркестр / RCA Victor (запись с концерта в Филадельфии)
- 1953 Рене Лейбовиц / Chorus and Orchestra of the New Symphony Society Paris / Vox Records
- 1965 Рафаэль Кубелик / Симфонический оркестр Баварского радио / Deutsche Grammophon
- 1968 Янош Ференчик / Симфонический оркестр Датского радио / EMI
- 1975 Пьер Булез / Симфонический оркестр BBC / Columbia
- 1977 Гунтер Шуллер / Оркестр Новоанглийской консерватории / GM Recordings
- 1979 Сэйдзи Одзава / Бостонский симфонический оркестр / Philips (запись с концерта)
- 1985 Рикардо Шайи / Немецкий симфонический оркестр (Берлин) / Decca
- 1986 Херберт Кегель / Дрезденский филармонический оркестр / Berlin Classics
- 1990 Элиаху Инбал / Симфонический оркестр радио во Франкфурте / Denon
- 1992 Зубин Мета / Нью-Йоркский филармонический оркестр / Sony Classical
- 1995 Клаудио Аббадо / Венский филармонический оркестр / Deutsche Grammophon
- 1995 Джузеппе Синополи / Дрезденская государственная капелла / Teldec
- 2001 Роберт Крафт / Оркестр "Филармония" / Naxos
- 2002 Саймон Рэттл / Берлинский филармонический оркестр / EMI
- 2006 Михаэль Гилен / Оркестр Юго-Западного радио Германии / Hänssler
- 2009 Эса-Пекка Салонен / Оркестр "Филармония" / Sigmund Records (запись с концерта)
- 2009 Марис Янсонс / Симфонический оркестр Баварского радио / BR-Klassik
- 2015 Маркус Штенц / Гюрцених-оркестр (Кёльн) / Hyperion Records
- 2016 Марк Альбрехт / Нидерландский филармонический оркестр / Opus Arte
- 2016 Эдвард Гарднер / Бергенский филармонический оркестр, Гётеборгский симфонический оркестр / Chandos
- 2017 Саймон Рэттл / Лондонский симфонический оркестр / BBC (запись с концерта)
- 2020 Кристиан Тилеман / Дрезденская государственная капелла / Profil